# كريستوفر د. غرين
كريستوفر د. غرين هو عالم نفس وفيلسوف كندي، ولد في 1959.